# USA:s flotta
USA:s flotta (engelska: United States Navy förkortas ofta US Navy eller USN) är en av sex vapengrenar i USA:s väpnade styrkor och sysslar med operationer till sjöss. Den amerikanska örlogsflottan består av 286 fartyg i aktiv tjänst och mer än 3 700 flygplan. Den är sedan Sovjetunionens sönderfall världens mest kraftfulla marina stridskraft; den är så överlägsen i styrka att den har större tonnage än de nästkommande 13 i storlek tillsammans. Flottan har totalt en halv miljon män och kvinnor i aktiv tjänst eller som reservister.

## Historik
USA:s flotta leder sitt ursprung till Continental Navy som upprättades under amerikanska frihetskriget och som upphörde strax efter krigets slut. Efter att amerikanska handelsfartyg förlorade både last och manskap till barbareskpirater i Medelhavet, så beslutade USA:s kongress 1794 att återupprätta en flotta med sex fregatter. Under amerikanska inbördeskriget blockerade flottan utbrytarkonfederationens hamnar och dess floder. Det mest kända sjöslaget under inbördeskriget var vid Hampton Roads mellan USS Monitor och CSS Virginia som var det första någonsin mellan två bepansrade fartyg.
Flottan hade en central roll i andra världskriget att besegra axelmakterna, i synnerhet mot det Japanska imperiet i Stilla havet. Efter andra världskriget var USA:s flotta otvivelaktigt den största och mäktigaste flottan i världen, upprätthållande USA:s roll som supermakt under det kalla kriget mot Sovjetunionen. 

## Organisation
Flottan är en av två försvarsgrenar inom USA:s marindepartement (Department of the Navy, DON), den andra är USA:s marinkår. Marindepartementet är ett militärdepartement inom USA:s försvarsdepartement. Chef för marindepartementet är den civila marinministern (Secretary of the Navy, SECNAV) som är underställd och ansvarig inför försvarsministern att både flottan och marinkårens förband är utrustade, och utbildade för att kunna tilldelas militärbefälhavarna operativt.
Marinministern biträds i frågor som rör flottan av Chefen för flottan (Chief of Naval Operations, CNO) som är en fyrstjärnig amiral som även representerar flottan som medlem i Joint Chiefs of Staff.. CNO leder den militära högkvarterstaben OPNAV (formellt namn är Office of the Chief of Naval Operations, även informellt kallad för Navy Staff). Vare sig marinministern eller chefen för flottan har operativt befäl över flottans förband eller enheter, utan för endast administrativt befäl, dvs med undantag för pågående militära operationer, så har de beslutsrätt i allting som berör den interna organisationen.
Det är försvarsministern som bestämmer vilka förband eller enheter i hela försvarsdepartementet som skickas när, var och hur för att genomföra presidentens politiska direktiv. Den operativa kommandokedjan går från USA:s president via USA:s försvarsminister, och från försvarsministern ned till respektive militärbefälhavare (engelska: Combatant Commander) som leder försvarsgrensövergripande militärkommandon, geografiska eller funktionella, vars utformning fastställs av presidenten i Unified Command Plan, som uppdateras med några års mellanrum. USA:s försvarschef, som är ordförande för Joint Chiefs of Staff, biträder presidenten och försvarsministern med militärt yrkeskunnande i deras befälsfunktion, men saknar egen befälsrätt.

### Operativa huvudförband
| Symbol | Namn                                                                              | Förkortning    | Beskrivning | Högkvarter                                     | Notering      |
|        | Fleet Cyber Command Navy Space Command                                            | USFFC NAVSPACE | Står operativt under U.S. Cyber Command eller U.S. Space Command beroende på uppdrag.                                                        | Fort Meade, Maryland                           | [ 13 ] [ 14 ] |
|        | Fleet Forces Command Naval Forces Northern Command Naval Forces Strategic Command | USFF           | Tidigare känt som Atlantflottan fram till 2006. Står operativt under U.S. Northern Command eller U.S. Strategic Command beroende på uppdrag. | Naval Support Activity Hampton Roads, Virginia | [ 10 ]        |
|        | Naval Forces Central Command                                                      | NAVCENT        | Står operativt under U.S. Central Command.                                                                                                   | Naval Support Activity Bahrain, Bahrain        | [ 10 ]        |
|        | Naval Forces Europe-Africa                                                        | CNE-CNA        | Står operativt under U.S. Africa Command eller U.S. European Command beroende på uppdrag.                                                    | Naval Support Activity Naples, Italien         |               |
|        | Naval Forces Southern Command                                                     | USNAVSO        | Står operativt under U.S. Southern Command.                                                                                                  | Naval Station Mayport, Florida                 |               |
|        | Naval Special Warfare Command                                                     | NAVSPECWARCOM  | Står operativt under U.S. Special Operations Command.                                                                                        | Naval Amphibious Base Coronado, Kalifornien    | [ 10 ]        |
|        | Navy Reserve                                                                      | USNR           | Flottans reservförband | Washington Navy Yard                           | [ 15 ]        |
|        | Operational Test and Evaluation Force                                             | OPTEVFOR       | Testning och utvärdering av materiel | Naval Station Norfolk, Virginia                | [ 10 ]        |
|        | Pacific Fleet                                                                     | USPACFLT       | Står operativt under U.S. Indo-Pacific Command.                                                                                              | Joint Base Pearl Harbor–Hickam, Hawaii         | [ 10 ]        |

#### Flottor

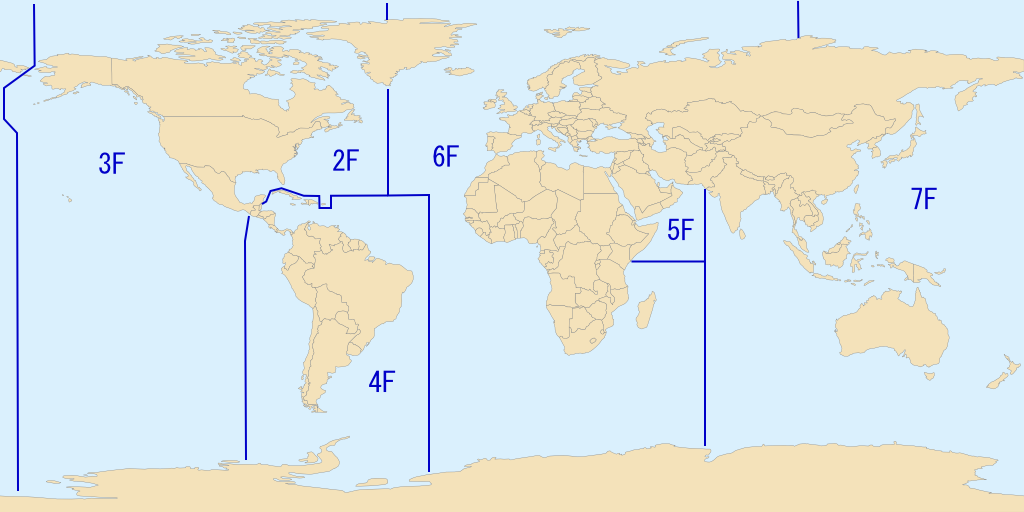
Karta från 2009 över de numrerade flottorna

Flottorna är en administrativ organisation på geografisk basis inom de operativa huvudförbanden. Sjögående enheter under förflyttning, exempelvis från USA:s östkust till Mellanöstern hamnar normalt under befälet av det operativa förbandet till vilket den geografiska flottan är anknuten till under tiden inom respektive flottas området.
- 1:a flottan – Upplöst. Opererade i västra Stilla havet. Verksam till slutet av 1960-talet.[16]
- 2:a flottan – Upplöst 2011. Återinstallerad 2018. Atlanten. Baserad på Naval Station Norfolk i Norfolk, Virginia. Står operativt under U.S. Northern Command, U.S. Southern Command, U.S. Africa Command eller U.S. European Command beroende på uppdrag eller plats.
- 3:e flottan – Norra och östra Stilla havet. Baserad i San Diego, Kalifornien. Står operativt under U.S. Indo-Pacific Command eller U.S. Northern Command beroende på uppdrag.
- 4:e flottan – Syd och Centralamerika. Står operativt under U.S. Southern Command.
- 5:e flottan – Mellanöstern. Baserad i Manama, Bahrain. Står operativt under U.S. Central Command.
- 6:e flottan – Medelhavet. Baserad i Gaeta, Italien. Står operativt under U.S. European Command eller U.S. Africa Command, genom United States Naval Forces Europe-Africa, beroende på uppdrag.
- 7:e flottan – Västra Stilla havet och Indiska oceanen. Baserad i Yokosuka, Japan. Står operativt under U.S. Indo-Pacific Command.
- 10:e flottan – Ansvarig för flottans cyberkrigföring. Baserad i Fort Meade, Maryland. Står under operativt under U.S. Cyber Command.

### Större baser

Flottans baser i USA.

#### USA:s västkust
- Naval Air Station Lemoore, Fresno, Kalifornien – huvudbas för hangarfartygsbaserat jaktflyg på västkusten.
- Naval Air Station North Island, Coronado, Kalifornien – hemmahamn för hangarfartyg samt flygbas utanför San Diego.
- Naval Amphibious Base Coronado, Coronado, Kalifornien – platsen där Navy SEALs utbildas.
- Naval Base Kitsap, Bremerton, Washington – hemmahamn för Ohio-klassens ubåtar i Stilla havet.
- Naval Base Point Loma, San Diego, Kalifornien – bas för stillahavsflottans attackubåtar
- Naval Base San Diego i San Diego, Kalifornien – huvudhamn för fartyg på USA:s västkust.
- Naval Base Ventura County, Port Hueneme, Kalifornien – bas på västkusten för flottans ingenjörsförband, Seabees samt spaningsflyg.
- Naval Station Everett, Everett, Washington – planerades under 1980-talets upprustning och togs i drift 1994.

#### USA:s östkust
- Naval Air Station Oceana, Virginia Beach, Virginia – huvudbas för hangarfartygsbaserat jaktflyg på östkusten.
- Naval Air Station Patuxent River, Maryland – platsen för flottans testpilotskola och flygmaterieltestning.
- Naval Air Station Pensacola, Florida – huvudbasen för utbildning av flottans och marinkårens piloter.
- Naval Amphibious Base Little Creek, Virginia Beach, Virginia – huvudbas för landstigningsfartyg och amfibiekrigföring
- Naval Construction Battalion Center, Gulfport, Mississippi – bas på sydkusten för Seabees.
- Naval Station Great Lakes, Illinois – enda grundutbildningen för meniga.
- Naval Station Mayport, Florida – den tredje största flottbasen i USA.
- Naval Station Norfolk i Norfolk, Virginia – världens största flottbas och högkvarter för Atlantflottan.
- Naval Submarine Base Kings Bay, Georgia – hemmahamn för Ohio-klassens ubåtar i Atlanten.
- Naval Submarine Base New London,  Connecticut – platsen för ubåtsvapnets grundutbildning och hamn för attackubåtar.
- Washington Navy Yard – Flottans äldsta örlogsstation från 1799; ursprungligen även örlogsvarv och tyghus; numera kontor, museum, arkiv, ceremoniplats.

#### Utanförkontinentala USA
- Guantanamo Bay Naval Base, Kuba – USA leasar denna del av sydöstra Kuba sedan 1903.
- Joint Base Pearl Harbor–Hickam, Hawaii – högkvarteret för Stillahavsflottan.
- Yokosuka, Japan – största utländska basen. Högkvarter för 7:e flottan.

### Landbaserade stödkommandon
| Vapensköld | Namn                                         | Förkortning  | Beskrivning                                                                                 | Högkvarter                                 | Not           |
|            | Naval Air Systems Command                    | NAVAIR       | Flottans flygmaterielkommando                                                               | Naval Air Station Patuxent River, Maryland | [ 10 ]        |
|            | Naval Education and Training Command         | NETC         | Flottans utbildningskommando                                                                | Naval Air Station Pensacola, Florida       | [ 10 ]        |
|            | Naval Facilities Engineering Systems Command | NAVFAC       | Flottan byggnadsingenjörskommando                                                           | Washington Navy Yard, Washington, D.C.     | [ 10 ]        |
|            | Naval History and Heritage Command           | NHHC         | Flottans historiska samlingar och museum                                                    | Washington Navy Yard, Washington, D.C.     | [ 17 ]        |
|            | Naval Information Warfare Systems Command    | NAVWARSYSCOM | Flottans materielkommando för lednings-, informations- och underrättelsesystem              | San Diego, Kalifornien                     |               |
|            | Naval Legal Service Command                  | NLSC         | Juridiska tjänster för flottister                                                           | Washington Navy Yard, Washington, D.C.     | [ 18 ] [ 10 ] |
|            | Naval Meteorology and Oceanography Command   | NAVMETOCCOM  | Flottans kommando för meteorologi och oceanografi                                           | Stennis Space Center, Mississippi          | [ 10 ]        |
|            | Naval Sea Systems Command                    | NAVSEA       | Flottans fartygsmaterielkommando                                                            | Washington Navy Yard, Washington, D.C.     | [ 10 ]        |
|            | Naval Supply Systems Command                 | NAVSUP       | Kommando för logistik och upprätthållande av försörjningskedjan inom flottan och marinkåren | Mechanicsburg, Pennsylvania                | [ 10 ]        |
|            | Navy Installations Command                   | NIC          | Flottans basförvaltningskommando                                                            | Washington Navy Yard, Washington, D.C.     | [ 10 ]        |
|            | Office of Naval Intelligence                 | ONI          | Flottans underrättelsetjänst                                                                | Suitland, Maryland                         | [ 19 ] [ 10 ] |
|            | United States Naval Academy                  | USNA         | Marinens service academy                                                                    | Annapolis, Maryland                        | [ 10 ]        |

## Utrustning

### Fartyg

#### Hangarfartyg

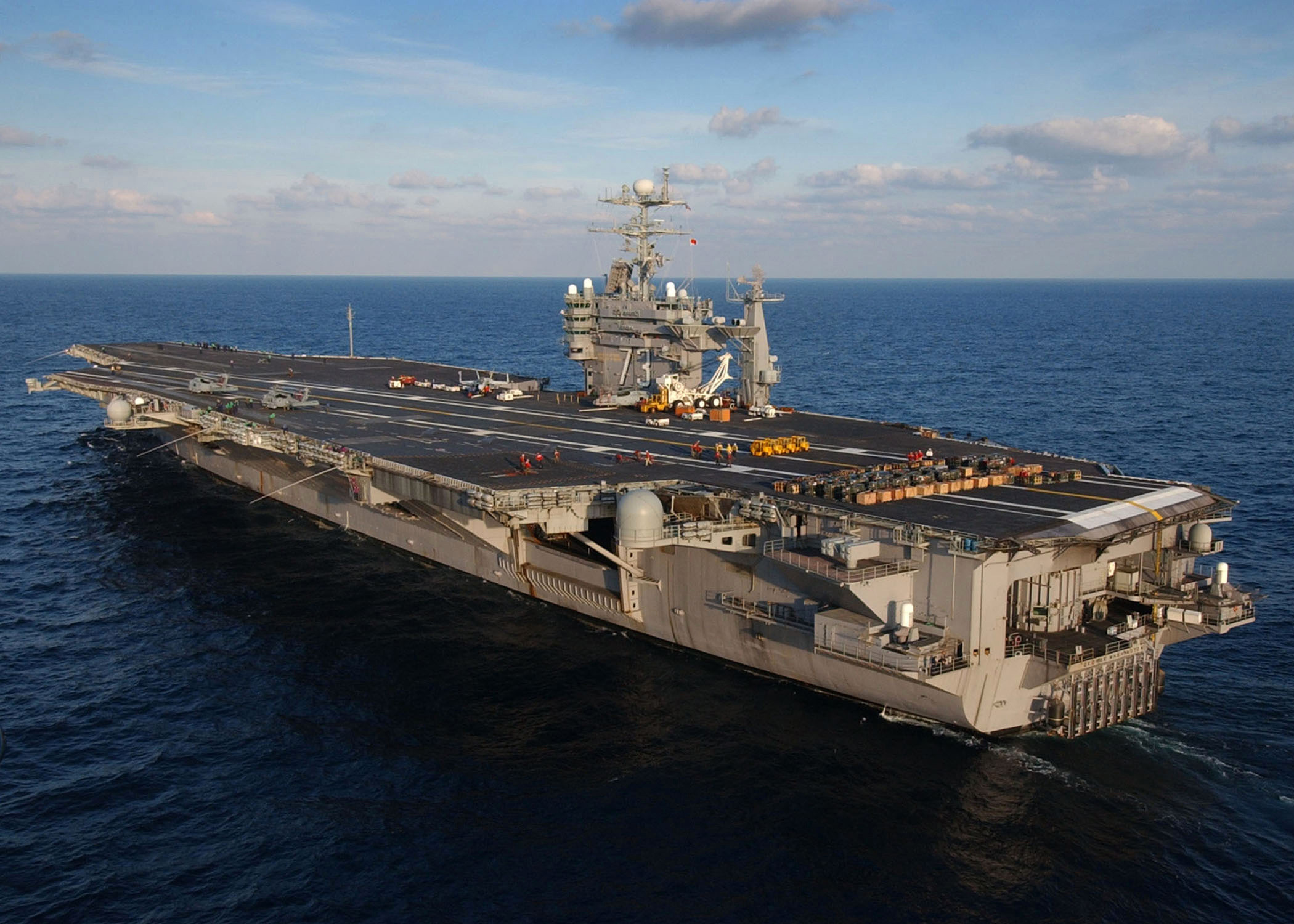
.

I dagsläget (2011) förfogar flottan över elva hangarfartyg och har ytterligare ett under byggnad. Fartygen från CVN-68 till CVN-77 tillhör Nimitz-klass. USS Gerald R. Ford (CVN-78) är den första i en ny klass hangarfartyg vars tredje fartyg beräknas att bli operativt 2022. Hangarfartygen utgör hjärtat i de så kallade Battle groups som större delen av den amerikanska flottan grupperas kring.
- USS Nimitz (CVN-68) – San Diego, Kalifornien
- USS Dwight D. Eisenhower (CVN-69) – Norfolk, Virginia
- USS Carl Vinson (CVN-70) – Norfolk, Virginia
- USS Theodore Roosevelt (CVN-71) – Norfolk, Virginia
- USS Abraham Lincoln (CVN-72) – Everett, Washington
- USS George Washington (CVN-73) – Norfolk, Virginia
- USS John C. Stennis (CVN-74) – Bremerton, Washington
- USS Harry S. Truman (CVN-75) – Norfolk, Virginia
- USS Ronald Reagan (CVN-76) – San Diego, Kalifornien
- USS George H.W. Bush (CVN-77) – Norfolk, Virginia – (togs i bruk 10 januari 2009)
- USS Gerald R. Ford (CVN-78) – Norfolk, Virginia – (togs i bruk 22 juli 2017)
- USS John F. Kennedy (CVN-79) – Planerad för att tas i bruk 2022

#### Amfibiefartyg

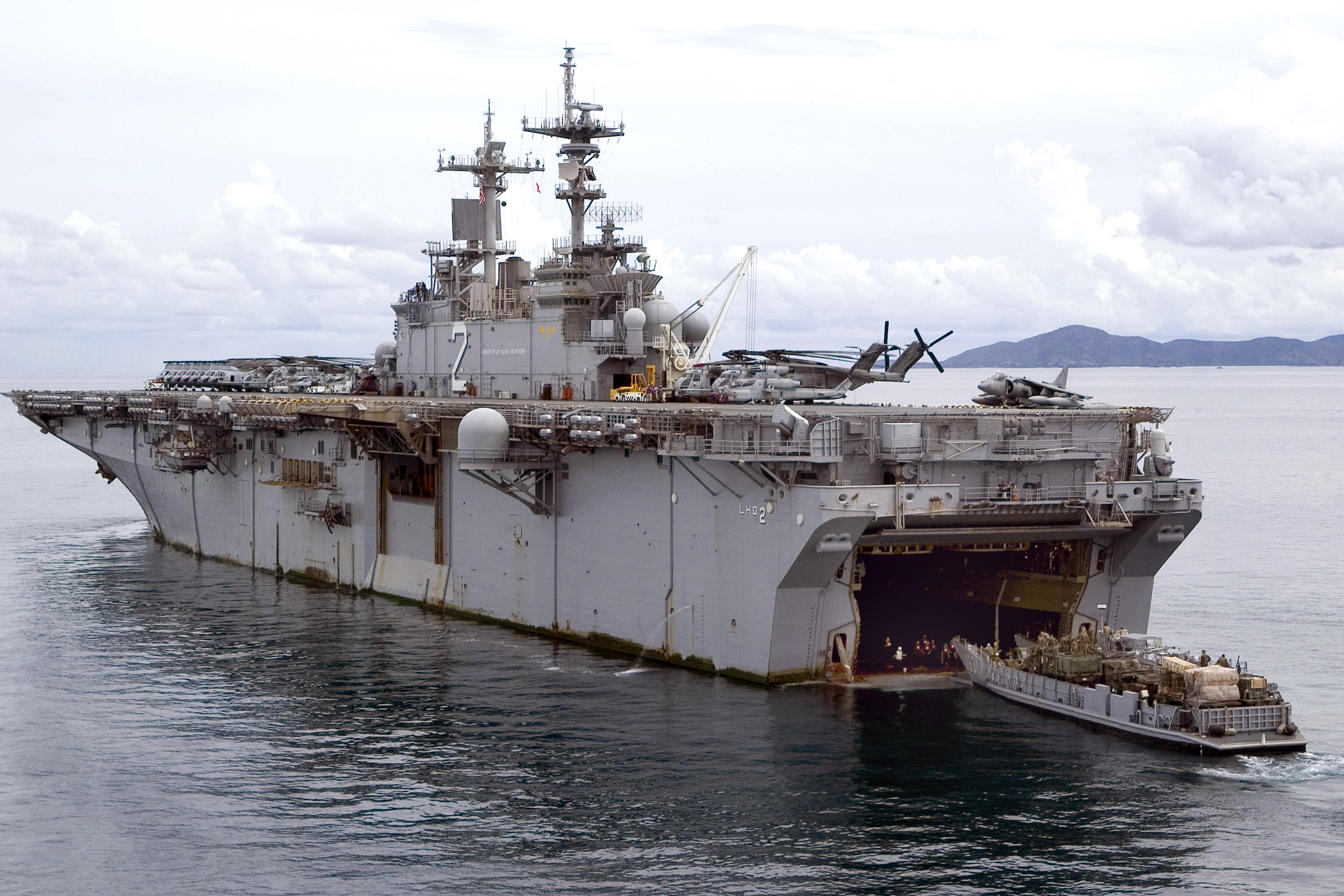
USS Essex (LHD-2)

- Amfibieanfallsfartyg/Helikopterhangarfartyg av Tarawa-klass (2 aktiva, 3 deaktiverade)
- Amfibieanfallsfartyg/Helikopterhangarfartyg av Wasp-klass (8 aktiva)
- Amfibieanfallsfartyg/Helikopterhangarfartyg av America-klass (1 under konstruktion, minst 3 planerade)
- Amfibietransportfartyg av San Antonio-klass (4 aktiva, 2 under konstruktion, minst 4 fler planerade)
- Amfibietransportfartyg av Austin-klass (4 aktiva)
- Amfibielandstigningsfartyg av Whidbey Island-klass (8 aktiva)
- Amfibielandstigningsfartyg av Harpers Ferry-klass (4 aktiva)

#### Ytstridsfartyg

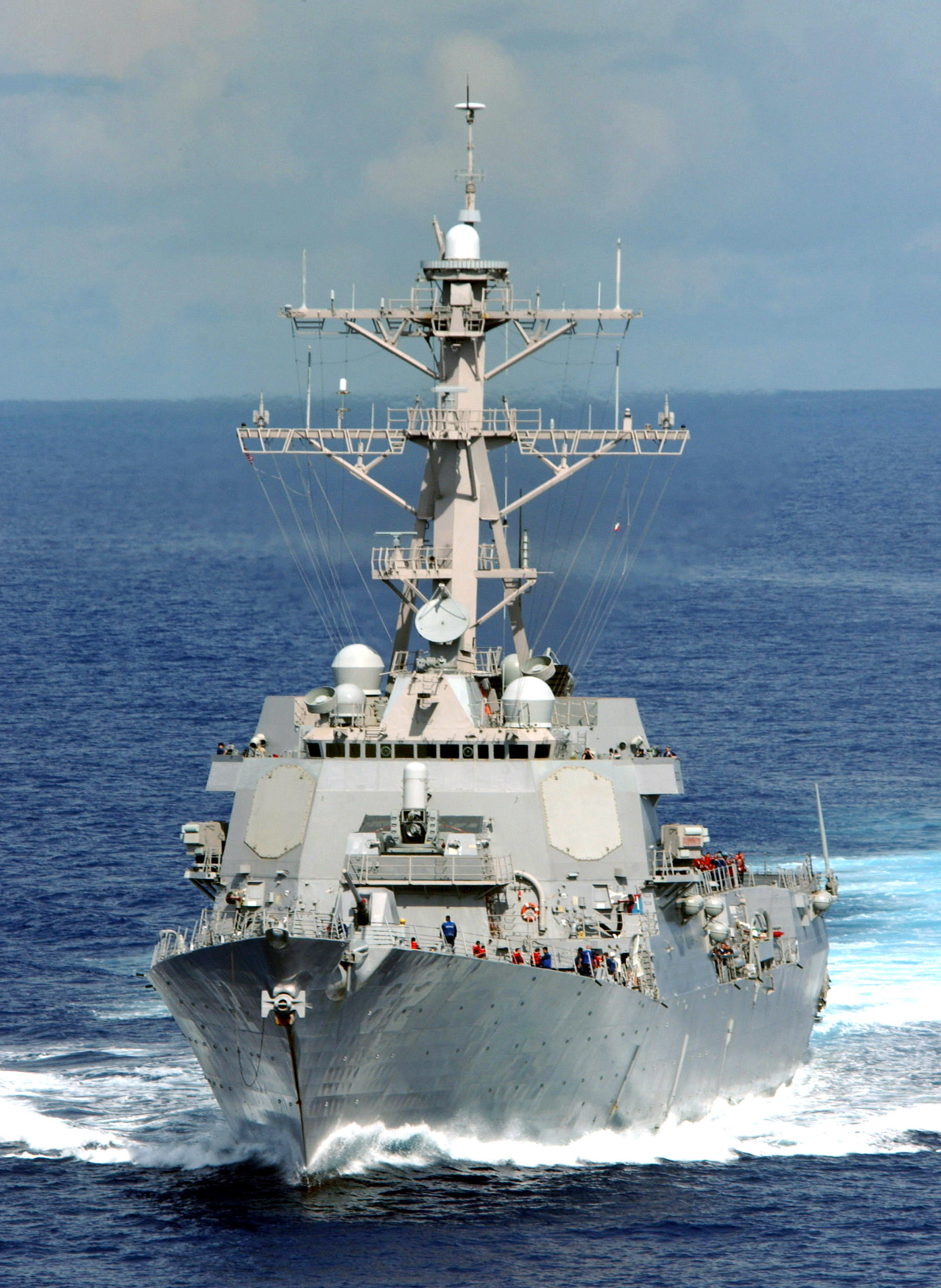
USS Lassen (DDG 82), amerikansk jagare i Stilla Havet 2003.

- Robotkryssare av Ticonderoga-klass (22 aktiva, 5 deaktiverade)
- Robotjagare av Arleigh Burke-klass (52 aktiva, 3 under konstruktion, 7 fler planerade)
- Robotfregatter av Oliver Hazard Perry-klass (30 aktiva, 20 deaktiverade eller sålda)

#### U-båtar
Samtliga ubåtar i USA:s flotta drivs numera med kärnreaktorer.
- Strategiska ubåtar av Ohio-klass (18 aktiva)
- Attackubåtar av Los Angeles-klass (45 aktiva, 17 deaktiverade)
- Attackubåtar av Seawolf-klass (3 aktiva)
- Attackubåtar av Virginia-klass (5 aktiva, 4 under konstruktion, minst 9 fler planerade)

### Flygplan

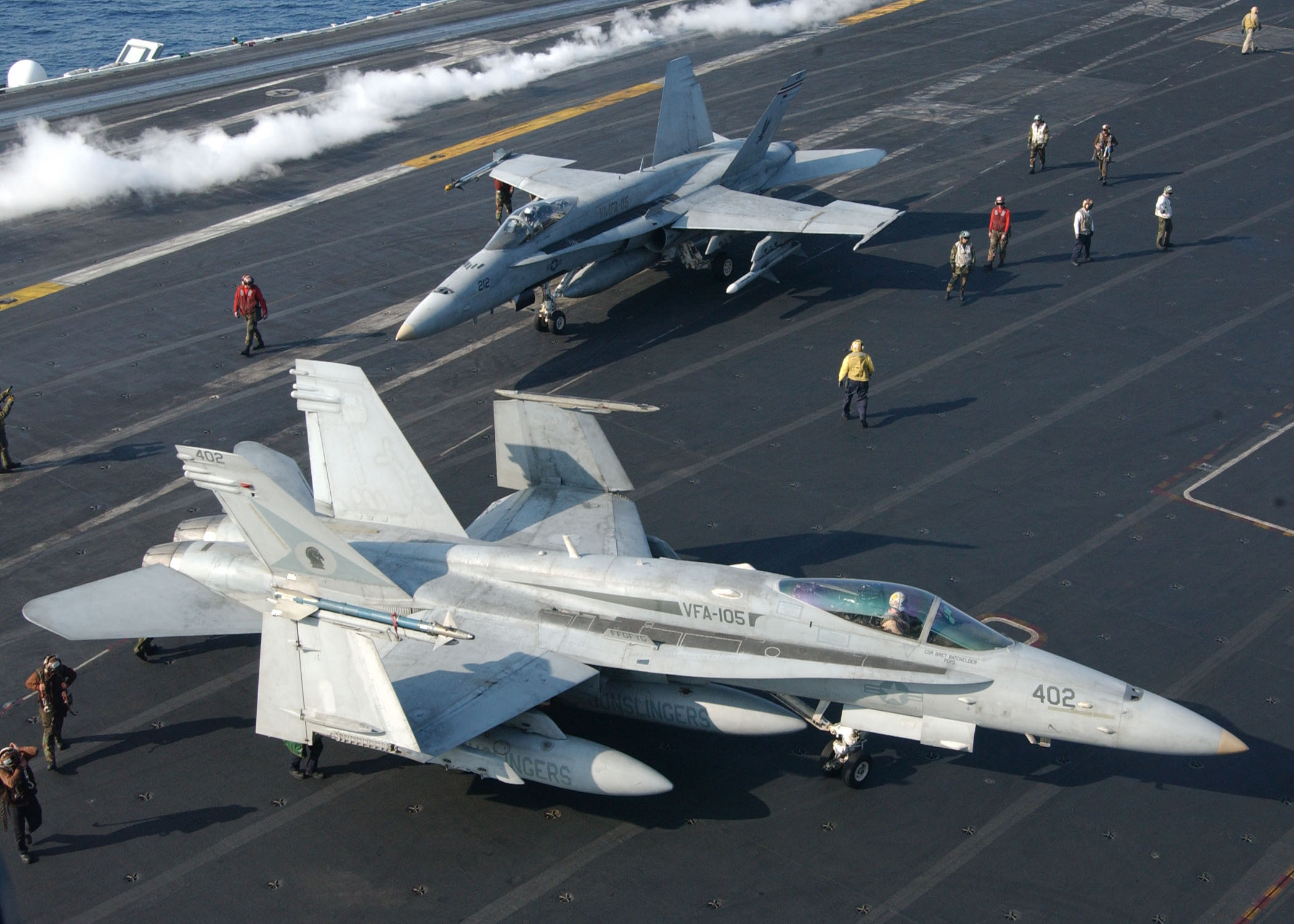
F/A-18 Hornet på.

Den amerikanska flottan har ett stort antal flygplan och helikoptrar som understödjer flottans operationer. Exempel på dessa är:
Aktiva luftfartyg
- C-2 Greyhound 1964–
- CH-53E Super Stallion 1981–
- E-2C Hawkeye 1964–
- F/A-18E/F Super Hornet 1999–
- F-35 Lightning II 2019–
- EA-18G Growler 2009–
- P-3 Orion 1962–
- P-8 Poseidon 2012–
- SH-60 Seahawk 1984–
- T-6 Texan II
- T-45 Goshawk 1991–

Tidigare aktiva luftfartyg
- A-4 Skyhawk (1956–2003)
- A-5 Vigilante (1961–1979)
- A-6 Intruder (1963–1997)
- A-7 Corsair II (1967–1991)
- CH-46 Sea Knight (1964–2004)
- EA-6B Prowler (1971–2015)
- F-4 Phantom (1960–1983)
- F-14 Tomcat (1974–2006)
- F/A-18 Hornet (1983–2018)
- S-2 Tracker (1954–1975)
- S-3 Viking (1974–2009)
- SH-2 Seasprite (1962–1993)
- SH-2G Super Seasprite (1991–2001)
- SH-3 Sea King (1964–2006)

| Till vänster: Officer i Service Dress Blue.Till höger: Officer i Service Dress White.  |  | Till vänster: Officer i Service Dress Blue.Till höger: Officer i Service Dress White. |
| Till vänster: Officer i Service Dress Blue. Till höger: Officer i Service Dress White. |  |                                                                                       |

## Personal
Den amerikanska flottan hade 18 december 2006 en militär personalstyrka på aktiv stat om 346 786 personer. Av dessa var 51 731 officerare och specialistofficerare, 290 638 underofficerare och sjömän samt 4 417 kadetter vid United States Naval Academy. Flottans reserv bestod av 130 740 officerare, underofficerare och sjömän. Antalet civilanställda var 175 503 personer.

## Kända sjöofficerare

### Yrkesmilitärer
- Chester Nimitz – Fleet Admiral. f.d. CNO. Undertecknade för USA när Japan kapitulerade ombord på USS Missouri. Har fått ett hangarfartyg uppkallat efter sig, (USS Nimitz (CVN-68)).

### Politiker

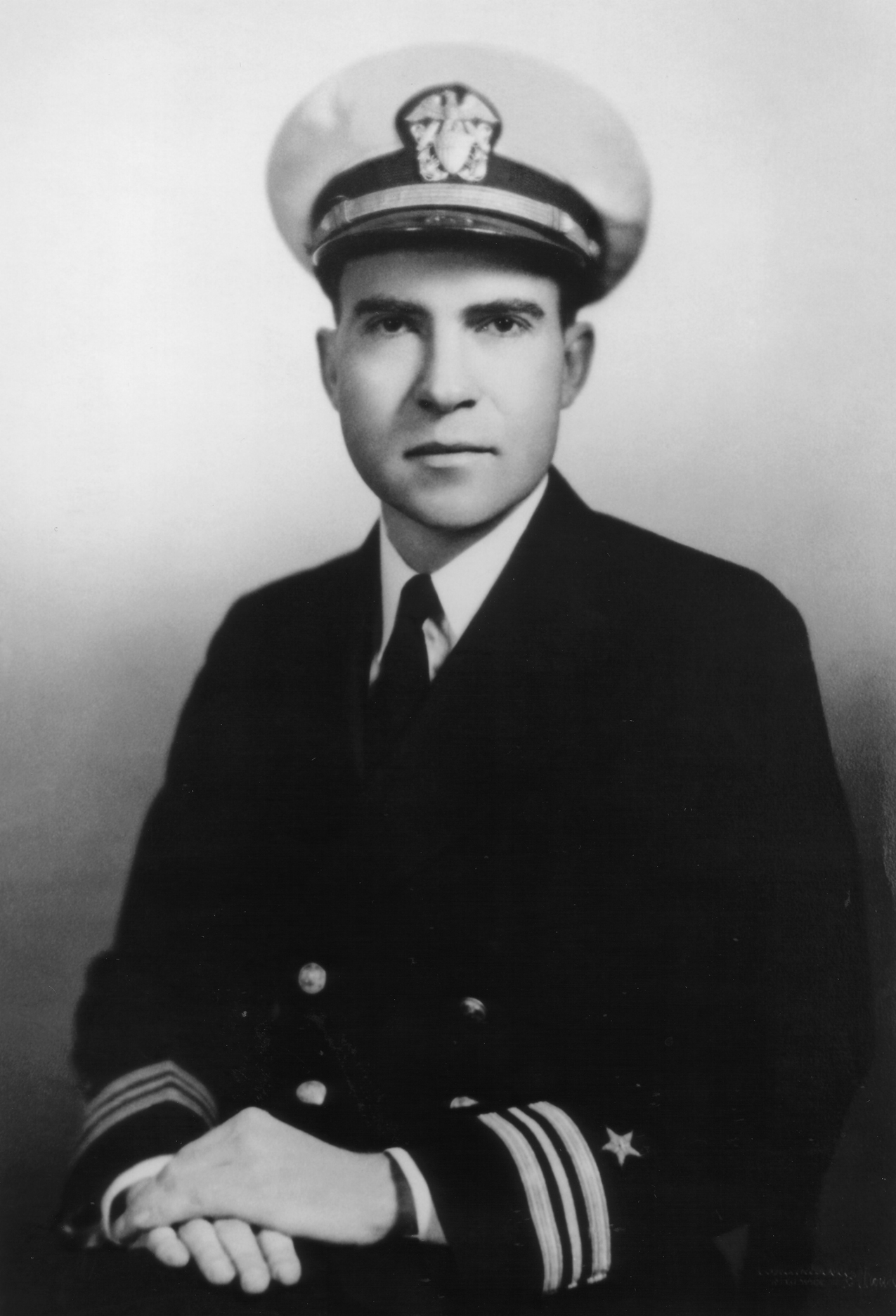
President Nixon som marinintendent.

- George H. W. Bush – f.d. president, f.d. chef för CIA. Löjtnant och marinflygförare under andra världskriget.
- Jimmy Carter – f.d. president; kapten och ubåtsofficer under kalla kriget.
- Gerald Ford – f.d. president; tjänstgjorde på hangarfartyg under andra världskriget, slutade som örlogskapten.
- Lyndon B. Johnson – f.d. president; örlogskapten och bombfällare under andra världskriget.
- John F. Kennedy – f.d. president; kapten och fartygschef på en motortorpedbåt under andra världskriget.
- Robert Kerrey – f.d. senator; löjtnant och Navy SEAL under Vietnamkriget och första SEAL-officer som fick Medal of Honor för en hemligstämplad räd där han förlorade ena underbenet.
- John Kerry – Senator och demokraternas presidentkandidat i valet 2004; kapten och fartygschef på en patrullbåt under Vietnamkriget.
- John McCain – Senator och republikanernas presidentkandidat 2008. Stridspilot under Vietnamkriget. Slutade som kommendör.
- Richard Nixon – f.d. president; örlogskapten i marinintendenturkåren under andra världskriget.

### Astronauter
- Neil Armstrong – Första människan på månen (Apollo 11).
- Jim Lovell – Förste man att runda månen (Apollo 8).
- Pete Conrad – Tredje man på månen (Apollo 12).
- Alan Shepard – Förste amerikan i rymden.
- Richard Truly – Rymdfärjepilot och NASA chef.
- John Young – Deltog i Geminiprogrammet, Apolloprogrammet och rymdfärjan.

### Vetenskapsmän
- Albert Abraham Michelson - Kommendörkapten och Nobelpristagare i fysik.
- Grace Hopper - Flottiljamiral och datalog.

## Flottan i populärkultur

### Spelfilm
- Flottan dansar (1936)
- Flottans farliga flickor (1944)
- New York dansar (1949)
- Grodmännen (1951)
- Broarna vid Toko-Ri (1954)
- Myteriet på Caine (1954)
- Nattpermission (1955)
- Fienden i djupet (1957)
- Operation kjoltyg (1959)
- Kanonbåten San Pablo (1966)
- Tora! Tora! Tora! (1970)
- Det hårda straffet (1973)
- En officer och gentleman (1982)
- Top Gun (1986)
- Ingen utväg (1987)
- Jakten på Röd Oktober (1990)
- På heder och samvete (1992)
- Under belägring (1992)
- Rött hav (1995)
- Titta vi dyker (1996)
- G.I. Jane (1997)
- Men of Honor (2000)
- U-571 (2000)
- Behind Enemy Lines (2001)
- Pearl Harbor (2001)
- Below (2002)
- Annapolis (2006)
- Rescue Dawn (2006)
- Battleship (2012)
- Captain Phillips (2013)
- American Sniper (2014)
- Midway (2019)
- Greyhound (2020)
- Top Gun: Maverick (2022)
- The Caine Mutiny Court-Martial (2023)

### TV-serier
- På heder och samvete (1995–2005)
  - NCIS (2003-)